# Cicindela fulgoris
Cicindela fulgoris este o specie de insecte coleoptere descrisă de Thomas Casey în anul 1913. Cicindela fulgoris face parte din genul Cicindela, familia Carabidae.

## Subspecii
Această specie cuprinde următoarele subspecii:
- C. f. albilata
- C. f. erronea
- C. f. fulgoris